# Tomàs de Santcliment
Tomàs de Santcliment (Lleida, m. ca. 1292), senyor de Mequinensa i d'Alcarràs, va ser un cavaller català del llinatge dels Santcliment. Pertanyia a un llinatge descendent d'un repoblador del Solsonès.

## Biografia
Va ser un dels membres més destacats del seu llinatge a la regió de Lleida. Se'n té constància gràcies a la recompensa rebuda de part del rei Jaume I que li donava potestat dels castells d'Albalat de Cinca (Osca), Maldà i Maldanell (Urgell), en reconeixement en la seva participació a la conquesta de València. Havia estat senyor de Mequinensa des de 1230 a 1244, i el 1237 va pactar la delimitació dels termes de Mequinensa i Torralba, situat a la vora de Torrent de Cinca.
Més endavant, la seva habilitat inversora el va convertir en senyor dels castells de Sucs i Mequinensa (1243) i d'Alcarràs i Montagut (1248), comprades a Guillem de Cardona, a més d'altres heretats situats en punts estratègics per al control dels camins d'accés a Lleida i de les vies fluvials, que tindrien com a objectiu del control de determinats centres de producció i vies de distribució de blat i vinya, així com àrees de pastura i vies pecuàries.
Va tenir dos fills: Nicolau de Santcliment i Pere de Santcliment.